# لینکلن (کالیفرنیا)
لینکلن (به انگلیسی: Lincoln) شهری در شهرستان پلاسر، کالیفرنیا ایالت کالیفرنیا است که در سرشماری سال ۲۰۱۰ میلادی، ۴۲۸۱۹ نفر جمعیت داشته است.